# Mons Gruithuisen Gamma
Mons Gruithuisen Gamma (γ) – księżycowy wulkan tarczowy leżący na północ od krateru Gruithuisen na zachodnim skraju Mare Imbrium (Morza Deszczów). Jego nazwa, nadana w 1976 roku, pochodzi od pobliskiego krateru o tej samej nazwie.
Ten masyw tworzy zaokrągloną kopułę, zajmującą teren o średnicy 20 km i wznoszącą się łagodnie na wysokość 0,9 km. Na wierzchołku jest mały krater. Góra oglądana z Ziemi jest skrócona przez perspektywę.